# Biblioteca Nacional de México
La Biblioteca Nacional de México, también conocida por sus siglas BNM, es un recinto bibliográfico ubicado en el Centro Cultural Universitario de la Universidad Nacional Autónoma de México (UNAM), al sur de la Ciudad de México. El edificio de la biblioteca alberga además a la Hemeroteca Nacional de México, el Instituto de Investigaciones Bibliográficas y el Archivo Histórico de la UNAM.
La BNM fue creada por decreto del 24 de octubre de 1833 por el entonces vicepresidente de México, Valentín Gómez Farías; publicado el día 26 del mismo mes e incluido en el Reglamento de Instrucción Pública del 2 de junio de 1834. Sin embargo, se estableció formalmente en una voluminosa colección de leyes y decretos por Maximiliano de Habsburgo en 1865 en el segundo imperio.  Después el 30 de noviembre de 1867 por el entonces presidente Benito Juárez. Desde 1914, la BNM quedó vinculada a la Universidad Nacional de México, y cuando esta obtuvo su autonomía (hoy Universidad Nacional Autónoma de México, UNAM), en 1929, la biblioteca quedó como parte integrante de esa institución.
Sus misiones principales son integrar, preservar y poner a disposición las colecciones que resguarda; adquirir por depósito legal, compra, donación o canje los recursos documentales editados en México así como aquellos que traten sobre este país; realizar investigación sobre estas colecciones e impulsar directrices y normas bibliográficas a nivel nacional.
Colección de incunables y fondo de preservación.
Este espacio inaugurado en 1993 –está por cumplir 30 años– es obra del arquitecto Orzo Núñez, quien creó una estructura cónica de 10 metros de altura, recubierta de madera color caoba. El tener una pared curva y continua permite que la Colección Mexicana sea acomodada en orden cronológico y que descienda, desde un primer nivel a la planta baja, gracias a una estantería dispuesta en espiral. Al centro hay una gran mesa con forma de anillo rodeada por 32 sillas con respaldos y asientos forrados en cuero, tal y como muchos de los libros ahí guardados.
De entre las colecciones del Fondo son dos las que más llaman la atención: la mexicana, por ser un retrato vivo del pensamiento de la Nueva España y por estar en una de las salas más hermosas de la Universidad, y la de Incunables, por tratarse de objetos que nos remiten a un momento único de la historia en el que los textos dejaron de ser copiados a mano, pero pese a ese avance tecnológico aún estaban lejos de parecerse al libro moderno.
Citando el artículo “introducción a los impresos mexicanos del siglo XVI (Los incunables)” de Ernesto de la Torre Villar “Quien con mirada inteligente recorra esta exposición y penetre en el contenido y belleza de estos libros, habrá recorrido y penetrado en un siglo de grandeza ideológica y cultural”.
Esta colección de libros conservados con apoyo de la UNAM Universidad Autónoma de México, son una serie de libros catalogados como incunables (un libro incunable es un libro con ciertas características tales como ser impresos entre 1453 fecha en que se inventó la imprenta moderna y 1500, la falta de portada y título entre otros) se les llama así porque son libros “en pañales”, o los primeros libros realizados en la imprenta “moderna”, son textos variados mayormente enfocados en temas filosóficos y religiosos que se preservan como tesoros de la literatura y la historia no solo de la literatura sino que son una clara mirada de la lengua y las costumbres del siglo XV, muchos de ellos llegaron al país desde antes de nuestra independencia en la nueva España, muchos de ellos conservados en conventos he instituciones religiosas y recuperados durante la expropiación de vienes eclesiásticos en las leyes de reforma publicadas en 1859 por Benito Juárez y posteriormente en esta colaboración con la UNAM creando un aula especializada para la correcta conservación y consulta de textos de tal delicadeza he importancia ya que si bien es una sala de preservación se pretende que también sea una sala de consulta abierta al público siempre y cuando estos llenen una ficha de consulta y soliciten un permiso especial para la consulta de textos además de seguir un protocolo de cuidado de los mismos.
Una colección que merece ser reconocida por su importancia y belleza.

## Antecedentes históricos
La Biblioteca Nacional de México se fundó en 1867, tras varios intentos de creación. El primer decreto para su creación se expidió el 2 de abril de 1833, a iniciativa de los miembros de la recién creada Dirección General de Instrucción Pública, auspiciada por el vicepresidente Valentín Gómez Farías.
En este decreto, se destinaba el edificio del Colegio de Santos para albergar la biblioteca, y se designaba como su director a Manuel Eduardo de Gorostiza. Con objeto de desarrollar su colección bibliográfica, además de un presupuesto para la compra de libros, se le destinaron los del colegio mencionado y los pertenecientes a la universidad.
A pesar de que las pugnas políticas entre los liberales y conservadores postergaron la formación de la Biblioteca Nacional de México, no faltaron personajes que se interesaron en su creación. Otro intento fue el de José Mariano de Salas, quien por decreto el 30 de noviembre de 1846 buscó establecer en la Ciudad de México una "biblioteca nacional y pública" con libros del extinto Colegio de Santos, así como con los ejemplares de otras instituciones ("previo convenio con los poseedores"): 10  aunque algunas fuentes indican que su autor fue el entonces ministro de relaciones exteriores José María Lafragua.
Con el decreto del 14 de septiembre de 1857, Ignacio Comonfort suprimió la Real y Pontificia Universidad de México y dispuso que el edificio, los libros, fondos y demás bienes que le pertenecían fueran destinados a la formación de la Biblioteca Nacional de México.
Al restaurarse la República después del Imperio de Maximiliano, Benito Juárez, por decreto del 30 de noviembre de 1867, estableció definitivamente la Biblioteca Nacional de México y ordenó que, además de los libros designados para su formación en los decretos referidos, se dispusiera de todos los de los antiguos conventos, al igual que los de la biblioteca que pertenecía a la Catedral Metropolitana de la Ciudad de México. José María Benítez, primer bibliotecario encargado de esta institución para este periodo, designó su sede en el Antiguo Templo de San Agustín.: 481–482 
La Biblioteca Nacional de México abrió sus puertas en 1867 dentro de los recintos de la Biblioteca Pública de la Catedral Metropolitana de la Ciudad de México con el fondo Turriano mientras se adaptaba la capilla del Tercer Orden de San Agustín para albergarla, al año siguiente, el periódico El Monitor Republicano informó el cese temporal del servicio de la biblioteca de catedral (y del depósito legal) por estarse trasladando su colección a dicha capilla. Una vez trasladada la biblioteca de Catedral al recinto agustiniano, siguió prestando el servicio al público como Biblioteca Nacional hasta que se acabaron las obras de la iglesia principal del exconvento de San Agustín, lo que permitió la inauguración formal de la Biblioteca Nacional de México en 1884. Entonces, la antigua biblioteca pública de catedral se convirtió en la biblioteca chica de la Nacional y más tarde en la biblioteca nocturna de dicha institución. Los trabajos de adaptación de la iglesia principal del Antiguo Templo de San Agustín se iniciaron el 13 de enero de 1868 con el proyecto realizado por Eleuterio Méndez y Vicente Heredia,: 48  ambos arquitectos de la Academia de San Carlos.
En 1914, la BNM quedó vinculada a la Universidad Nacional de México, y cuando esta obtuvo su autonomía (hoy UNAM), en 1929, la biblioteca quedó como parte integrante de esa institución. En 1967, se creó el Instituto de Investigaciones Bibliográficas para administrar y coordinar la BNM, que se encontraba en el Antiguo Templo de San Agustín. En 1979 se ocuparon dos edificios  para albergar a la Biblioteca Nacional, la Hemeroteca Nacional de México y el Instituto de Investigaciones Bibliográficas, construidos en el actual Centro Cultural Universitario.  El edificio de la biblioteca también alberga el Archivo Histórico de la UNAM, aunque este último sea dependiente del Instituto de Investigaciones sobre la Universidad y la Educación (IISUE), mismo que se encuentra en un edificio contiguo.
Dentro de su acervo se encuentra una colección de libros de coro procedentes de los diferentes conventos cuyas bibliotecas conformaron el Fondo Reservado.

## Directores
| Directores | Periodo                            |
| --- | ---------------------------------- |
| José María Lafragua | 1867 - 1868                        |
| José Joaquín Cardoso | 1868 - 1880                        |
| José María Vigil | 1880 - 1909                        |
| Francisco Sosa Escalante | 1909 - 1912                        |
| Rogelio Fernández Güell | 1912 - 1913                        |
| Luis Gonzaga Urbina | 1913 - 1914                        |
| Luis Manuel Rojas | 1914                               |
| Martín Luis Guzmán | 1914 - 1915                        |
| Genaro Palacios Moreno | 1915                               |
| Ciro B. Ceballos | 1917 - 1918                        |
| Agustín García Figueroa | 1918 - 1919                        |
| Agustín R. Ortiz | 1920                               |
| Vicente Garrido Alfaro | 1920                               |
| Manuel Mestre Ghigliazza | 1920 - 1926                        |
| Joaquín Méndez Rivas | 1926 - 1929                        |
| Esperanza Velázquez Bringas | 1929                               |
| Enrique Fernández Ledesma | 1929 - 1936                        |
| Aurelio Manrique | 1936 - 1941                        |
| José Vasconcelos | 1941 - 1947                        |
| Juan Bautista Iguíniz | 1947 - 1956 1919 - 1920 (Interino) |
| Manuel Alcalá Anaya | 1956 - 1965                        |
| Ernesto de la Torre Villar* | 1965 - 1978                        |
| María del Carmen Ruiz Castañeda | 1978 - 1990                        |
| Ignacio Osorio Romero | 1990 - 1991                        |
| José G. Moreno de Alba | 1991 - 1999                        |
| Vicente Quirarte | 2000 - 2008                        |
| Guadalupe Curiel Defossé | 2008 - 2016                        |
| Pablo Mora Pérez-Tejada | 2016 - 2024                        |
| María Andrea Giovine Yáñez | 2024 -                             |
| *Con la fundación del Instituto de Investigaciones Bibliográficas (IIB) en 1967, la dirección de la Biblioteca Nacional es concurrente con la dirección del IIB y de la Hemeroteca Nacional de México. |                                    |